# Eva Sangiorgi
Eva Sangiorgi (Faenza, 10 luglio 1978) è una direttrice artistica italiana.
Da aprile 2010 a marzo 2018 ha diretto il festival cinematografico FICUNAM in Messico, da lei fondato. Nel gennaio 2018 è stata nominata direttrice artistica della Viennale di Vienna.

## Biografia
Eva Sangiorgi nacque a Faenza il 10 luglio 1978 e crebbe a Castel Bolognese. Studiò poi scienze della comunicazione all'Università di Bologna, laureandosi nel 2005. Nel 2017 si è laureata in storia dell'arte presso l'Università nazionale autonoma del Messico (UNAM).
Dal 2003 lavora come curatrice e programmer in festival internazionali sia in Messico e che in Europa. Nell'aprile 2010 ha fondato il festival cinematografico internazionale FICUNAM (Festival Internacional de Cine UNAM) dell'Università nazionale autonoma del Messico, di cui è stata direttrice artistica e commerciale fino a marzo 2018. Il festival era incentrato sul cinema d'autore e sui collegamenti con l'arte contemporanea. Come parte del suo lavoro di curatrice del festival, ha pubblicato lavori sulla teoria del montaggio di Artavazd Pelechian e una monografia su Masao Adachi. Dal 2012 è stata nelle giurie di festival cinematografici internazionali, come il Festival International du Film Documentaire Marseille (FIDMarseille), Doclisboa e il Festival Internacional de Cine de Mar del Plata..
Nel gennaio 2018 Eva Sangiorgi è stata nominata direttrice artistica della Viennale, succedendo a Franz Schwartz ed assumendo ad interim la gestione del festival dopo la morte di Hans Hurch. Nel 2019 fu in giuria nella sezione Orizzonti della 76ª Mostra internazionale d'arte cinematografica di Venezia.